# 松田佳子
松田 佳子（まつだ よしこ、1973年〈昭和48年〉3月28日 - ）は、日本の女優。岡山県倉敷市出身。オフィスアメイズ所属。
九州朝日放送 元アナウンサーの影平晶は従姉。

## 略歴
ノートルダム清心女子大学卒業。社会人の傍ら、24歳の時にサンミュージック·アーティスト·アカデミー 岡山校に第2期生として入所。27歳で上京し、同東京校に転入。
2005年、俳優の矢崎滋が主宰する劇団東京芝居倶楽部に入団。矢崎に師事し、付き人として経験を積む。
2008年、劇団FREE SIZEに入団。
2017年、同劇団を退団後、オフィスアメイズに所属。

## 出演

### ドラマ
- 運のない女〜最期の誕生日（2005年、TBS） - 同窓生 役
- 梅ちゃん先生 第131話（2012年、NHK） - 患者の母親 役
- コンフィデンスマンJP 第8話（2018年、フジテレビ）- ママ友 役
- 警部補ダイマジン 第2話（2023年、テレビ朝日） - 主婦 役

### WEBドラマ
- WISE OWL HOSTELS presents「喫茶ライフ」第4話「ミライへの鳥」（2020年） - 熟年妻 役
- Naokiman HORROR SHOW「オンタキサン」（2023年、DMM TV） - キョウコ 役
- いわき市 × ごっこ倶楽部 ショートドラマ「しあわせの風吹く島」第2話（2025年）- 母 役

### 映画
- 絶叫2「お母さん」（2012年、永井二朗 監督）
- トリツキ「夢霊」（2014年、伊與久直人 監督）
- 哀愁しんでれら（2021年、渡部亮平 監督）
- 北風アウトサイダー（2022年、崔哲浩 監督）

### 舞台
- サンミュージック·アーティスト·アカデミー公演「moment」- 築地本願寺ブディストホール（2003年）
- 東京芝居倶楽部 ポケット·ミュージカル「出版記念パーティー 〜矢崎さんを狙え！」- スタジオ・シアターSPARK-1（2006年）
- 「ドクターケーシーの公開診療 inにぎわい座 パート4 〜団塊オヤジ VS ドクターケーシー！」- 横浜にぎわい座（2008年）
- 劇団にんげん座
  - 「常盤座夢譚」- シアターΧ（2009年）
  - 「ある日の浅草」- シアターΧ（2010年）
  - 「六区あさくさ大通り」- 浅草公会堂（2011年）
- 劇団FREE SIZE
  - 「マスク」- d-倉庫（2009年）
  - 「バカとロミオとジュリエット」- ザ・ポケット（2010年）
  - 「巌流島でまってるね」- ザ・ポケット（2011年）
  - 「この作品はフィクションであり、実在する人物、団体等とは一切関係ありません」- ザ・ポケット（2012年）
  - 「バカとロミオとジュリエット 再！」- シアターサンモール（2013年）
  - 特別公演「shuffle！」- 明石スタジオ（2014年）
  - 「鳴かぬなら··」- シアターサンモール（2014年）
  - 特別公演「shuffle！2」- 明石スタジオ（2015年）
  - 特別公演「shuffle！3」- 明石スタジオ（2016年）
- 魔劇「今日からマ王！〜魔王誕生編」- 博品館劇場（2013年）
- 劇団KⅢ
  - 旗揚げ公演「桜花風龍伝」- ザ・ポケット（2013年）
  - 「桜花風龍伝」- シアターグリーンBOX in BOX THEATER（2016年）
- Office FREE SIZE presents
  - 「この作品はフィクションであり、実在する人物、団体等とは一切関係ありません2」- シアターサンモール（2015年）
  - 「野郎ども！島が見えたぞ！」- ザ・ポケット（2016年）
  - 「チア!!」- d-倉庫（2017年）
  - 「野郎ども！島が見えたぞ！」- ラゾーナ川崎プラザソル（2023年）
- JAT
  - MUSICAL「Cinderella」- サンモールスタジオ（2017年）
  - 朗読劇「ワガ輩は猫である！」- 赤坂CHANCEシアター（2018年）
  - 朗読劇「獄窓 〜宛名なき手紙〜」- 赤坂CHANCEシアター（2018年）
  - 朗読劇「はだしのゲン」- 赤坂CHANCEシアター（2018年）
  - 朗読劇「獄窓 〜宛名なき手紙〜」- 中野ウエストエンドスタジオ（2019年）
- 劇団野良犬弾「山ノ神  巽ノ神」- 下北沢 小劇場B1（2017年）
- 劇団シアターザロケッツ
  - 「シャンパンタワーが立てられない」- ザ・ポケット（2018年）
  - プロデュース公演「喫茶ミツルの3日間」- テアトルBONBON（2021年）
- Key&Edge Project 第肆壇 演劇 Youkeys Showcase「宿題の杜」- スタジオコパン両国（2018年）
- 初恋タロー原案オムニバス「母母母と笑いなさい。」- 劇場MOMO（2019年）
- 舞台「アンフェアな月」第2弾 〜刑事 雪平夏見シリーズ〜「殺してもいい命」- サンシャイン劇場（2019年）[3]
- ILLUMINUS
  - 「家族のはなし」- 大町市文化会館 大ホール、六行会ホール（2019年）
  - 「家族のはなし」- 長野市ホクト文化ホール（2021年）
  - 「家族のはなし」- IMAホール（2022年）
- Askプロデュース バッキャローシリーズ第6弾「星のバッキャロー!!〜東京タワーを造った男たちの物語〜〈前編〉」- シアターグリーンBIG TREE THEATER（2019年）
- K-FARCE〜あなたに贈る公演〜「君の見える世界は、ありえないほど美しい」- シアターグリーンBOX in BOX THEATER（2019年）
- ZERO BEAT. × ゴールデン街劇場 presents「angry of twelve」- ゴールデン街劇場（2020年）
- Askプロデュース バッキャローシリーズ第6弾「暁のバッキャロー!!〜東京タワーを造った男たちの物語〜〈後編〉」- シアターグリーンBIG TREE THEATER（2020年）
- ねむりねこプロジェクト 其ノ参「エーデルワイスノート」（2022年）
- モノラボ「結婚クリスマス」- 築地本願寺ブディストホール（2022年）
- EXE.ROCK Entertainment Vol.2「向日葵の非日常」- ザ・ポケット（2023年）
- 劇団新劇団 番外公演「おやっとさぁ」- 下北沢 駅前劇場（2023年）
- 松浦正太郎プロデュース公演「解体OK」- 両国・エアースタジオ（2024年）

### CM
- ガリバーフリマ「うた編」「納得編」（2017年）
- キリン一番搾り生ビール「濱田岳 うなぎ編」（2019年）